# NEC V20

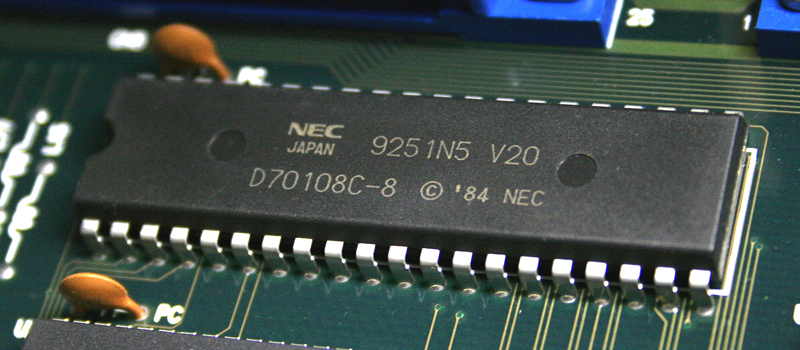
NEC V20, 8 МГц

NEC V20 (μPD70108) — 16-бітний мікропроцесор, який вироблявся компанією NEC і був створений шляхом зворотньої інженерії. Сумісний з Intel 8088 розташуванням виводів та набором інструкцій з Intel 80186. Містить приблизно 29000 транзисторів, працює на частоті від 8 до 16 МГц. Його архітектура досконаліша за 8088, тому швидкодія більша приблизно на 30% (залежить від програми) головним чином через «залізну» реалізацію інструкції множення, тоді як 8088 виконує її мікропрограмно.

## Використання
NEC V20 використовувався в «turbo»-версіях деяких PC клонів подібних Commodore PC-сумісних систем, Copam і Tandy 1110 серії лептопів. Також використовувався у Casio PV-S450 PDA та Hewlett-Packard's HP 95LX. Компанія Sony випускала цей процесор за ліцензією від NEC під маркою V20H (Sony CXQ70108).

## Можливості
Особливістю NEC V20 була наявність режиму емуляції процесора Intel 8080. Для переходу в даний режим та повернення з нього використовувалися додаткові інструкції BRKEM, RETEM й CALLN.